# Gilbert Maminot
Gilbert Maminot (Gislebertus Maminotus) est un évêque de Lisieux de 1077 à 1101, année de son décès.

## Biographie
Il est le fils d'un chevalier de Courbépigne Robert Courbépigne selon Orderic Vital, membre d'une famille normande substantielle d'un rang moyen.
Identifié comme Gilbert, archidiacre de Lisieux, il est envoyé à Rome en 1066 par Guillaume le Conquérant pour convaincre le pape des droits légitimes du duc et obtient sa bénédiction pour la bataille de Hastings. Il est le médecin et le chapelain de Guillaume, et peut-être au service de la reine Mathilde.
Il était un locataire d'Odon de Bayeux en Angleterre, en tenant trois domaines dans le Kent et deux dans le Buckinghamshire, tout comme Roger de Beaumont.
Il devient évêque de Lisieux en 1077. À la demande de Serlon d'Orgères, abbé de Saint-Évroult, il fait sous-diacre Orderic Vital. Celui-ci le dit savant en médecine.
Il mène la vie d'un grand seigneur, avec un amour de la chasse. Il est plus dévoué à la science que la théologie et la prédication. Son enseignement de l'astronomie, l'astrologie et les mathématiques n'ont, toutefois, de transformer Lisieux en un centre intellectuel.
Guillaume le Conquérant lui accorde le manoir de Deptford ou de West Greenwich, le faisant un des huit barons associés à John de Fiennes pour la défense de château de Douvres. Ces huit barons devaient fournir 112 soldats dont 24 chevaliers provenaient de Gilbert de Maminot,. Il est par la suite nommé maréchal du château de Douvres. En 1814, John Lyon écrit que Maminot a construit un château ou manoir fortifié, pour son usage à Deptford, dont il ne subsiste aujourd'hui aucune trace,,.
Il est dit assister Guillaume le Conquérant au prieuré Saint-Gervais à Rouen et assiste à ses obsèques.
Gilbert meurt en août 1101.

## Descendance
Gilbert Maminot parait avoir un fils, Hugues, de qui descendrait Walkelin Maminot qui a tenu le château de Douvres contre l'impératrice Mathilde,.

### Sources
- (en) Cet article est partiellement ou en totalité issu de l’article de Wikipédia en anglais intitulé « Gilbert de Magminot » (voir la liste des auteurs).